# Grodmännen
Grodmännen (eng. The Frogmen) är en amerikansk krigsfilm från 1951 i regi av Lloyd Bacon, med Richard Widmark, Dana Andrews, Gary Merrill och Jeffrey Hunter i rollerna.

## Handling
Under andra världskriget måste den strikta kommendören John Lawrence (Richard Widmark) ta över Underwater Demolition Team 4 efter deras förre ledare dödats. Han måste nu försöka vinna männens förtroende.

## Rollista
| Richard Widmark              | – Lt. Cmdr. John Lawrence       |
| Dana Andrews                 | – Jake Flannigan                |
| Gary Merrill                 | – Lt. Cmdr. Pete Vincent        |
| Jeffrey Hunter               | – Pappy Creighton               |
| Warren Stevens               | – Hodges                        |
| Robert Wagner (skådespelare) | – Lt. (jg) Franklin             |
| Harvey Lembeck               | – Marvin W. "Canarsie" Mikowsky |
| Robert Rockwell              | – Lt. Bill Doyle                |
| Henry Slate                  | – Sleepy                        |

## Om filmen
Filmen handlar om ett Underwater Demolition Teams, föregångaren till dagens Navy SEALs och en tidig form av attackdykare. Filmen producerades med amerikanska flottan och öppnas med orden:
| ” | This is a true story based on incidents which occurred in the latter part of World War II. It deals with one of the most hazardous and unique branches of the Armed Forces...the Underwater Demolition Teams. This film could not have been produced without the active cooperation of the Department of Defense and the United States Navy. | „ |